# Calle Manuel Quiroga
La calle Manuel Quiroga (rúa Manuel Quiroga en gallego) es una calle de la ciudad española de Pontevedra situada en pleno centro histórico de la ciudad, entre la plaza de Teucro y la plaza de Curros Enríquez.

## Origen del nombre
La calle está dedicada al violinista pontevedrés Manuel Quiroga Losada, que nació y vivió en la casa del número 15. Como persona ilustre de la ciudad y uno de los violinistas más importantes de su tiempo, Manuel Quiroga dispone de varios monumentos en Pontevedra. En los jardines del Doctor Marescot, delante del antiguo cuartel de San Fernando, se halla un busto realizado por el escultor Francisco Asorey en 1949. Su escultura de pie tocando el violín también forma parte del conjunto escultórico del monumento a la Tertulia realizado en 2006 por el escultor César Lombera. Además el Conservatorio Profesional de Música de la ciudad lleva su nombre.

## Historia
La actual calle Manuel Quiroga corresponde con el sector occidental de la antigua calle medieval de Trabancas que iba desde el ábside  de la antigua iglesia de San Bartolomé el Viejo (en el solar del actual Liceo Casino y Teatro Principal) hasta la puerta de Trabancas de la muralla  de la ciudad, en el actual inicio del paseo de Antonio Odriozola. La calle de Trabancas ya existía en 1330 y se mantuvo con esa denominación en los siglos posteriores hasta 1684.
En 1684 la calle fue denominada calle de la Platería por establecerse en ella numerosos establecimientos de plateros. También se denominó calle de Alfayates. En 1842 el final del tramo norte en su lado oeste cambió su fisonomía al derribarse la antigua iglesia de San Bartolomé el Viejo, dando lugar durante unos años, hasta la construcción del Liceo Casino, a una plaza al oeste de la calle denominada plaza de Tetuán. En 1843 fue llamada Padre Feijóo, nombre que no tuvo gran trascendencia. En 1854 se rebautizó la calle con el nombre de Calle del Comercio, que tuvo un gran arraigo y que se mantuvo durante varias décadas.
El 30 de junio de 1918 por acuerdo municipal la calle se denominó Manuel Quiroga, en honor al famoso violinista pontevedrés, rindiéndole este homenaje cuando solo tenía 26 años y ya había alcanzado grandes éxitos en Europa y Estados Unidos entre otros lugares del mundo.
En el primer tercio del siglo XX en la calle se situó la redacción del periódico A Nosa Terra, una de las publicaciones más destacadas de la Galicia de la época, en la que participó Castelao, que vivía en la ciudad.
La calle es conocida popularmente como Calle de los Comercios, pues en las primeras décadas del siglo XX era el principal centro comercial de Pontevedra con un gran número de comercios, donde se instalaron algunos de los comercios más ilustres de la ciudad.
El 9 de julio de 1961, tres meses después de la muerte de Manuel Quiroga, se colocó en la casa natal del violinista en el número 15 de la calle una placa de mármol gris con la inscripción: Casa en que nació y murió Manuel Quiroga 1892-1961.

## Descripción
La calle Manuel Quiroga es una calle llana empedrada de 110 metros de longitud en pleno centro histórico con un trazado que transcurre desde el norte describiendo una ligera curva hacia el sureste. 
Tiene una anchura media de 4,20 metros y se encuentra enmarcada en el sureste entre las calles Soportales, Fernández Villaverde y la plaza de Curros Enríquez y en el norte por la calle Princesa y la plaza de Teucro. En el centro de la calle confluye la Travesía del Comercio por la derecha y hacia el final la calle Don Filiberto por la izquierda.
En la calle se ubican algunos de los establecimientos comerciales más conocidos y antiguos de la ciudad como el comercio de tejidos La Moda Ideal, fundado en 1896 y que reabrió en esta calle en 2017, Eléctrica Moderna Decoración que abrió en 1975, la tienda vintage de moda retro Carnaby que se estableció en la calle en 2014 o Almacenes Clarita establecimiento de textil del hogar fundado en 1916 y que se instaló en la calle en 2020.

## Edificios destacados
Destaca en el número 21 de la calle el edificio neoclásico del Liceo Casino. Se trata de un edificio diseñado por el arquitecto Domingo Lareu inaugurado el 2 de agosto de 1878. La fachada principal en la calle Manuel Quiroga presenta un cuerpo central saliente precedido por una amplia escalinata. En la planta baja y el primer piso, este cuerpo está compuesto por puertas con arcos de medio punto enmarcadas por cuatro columnas toscanas que sostienen entablamentos clásicos. En el primer piso, las puertas se abren a un balcón. El piso superior tiene ventanas sencillas con arcos de medio punto. El cuerpo central está rematado por un sencillo frontón triangular con un ojo de buey en el centro. En el friso sobre la entrada que recorre la fachada, esculpidos en piedra junto a las letras del Liceo, se encuentran los símbolos de las artes, que atestiguan los estrechos vínculos de la institución con el mundo cultural.
Las casas de los números 5 y 7 de la calle son de estilo barroco compostelano del siglo XVIII y poseen un gran balcón. En la esquina con la plaza de Teucro se encuentra una casa con soportales y escudo de armas y balcón sujeto por ménsulas. En el escudo se representan los linajes de los Lobeira, Mendoza, Mariño y Sotomayor, y corresponde a Antonio Mariño de Andrade y Sotomayor que vivió en la segunda mitad del siglo XVII y que fue el primer marqués de Mariño, maestre de campo y caballero de Santiago. El resto de los edificios de la calle son en su mayor parte del siglo XIX.
En la esquina con la calle Fernández Villaverde y la plaza de Curros Enríquez se halla una de las fachadas laterales del Edificio Olmedo. El edificio fue construido en 1886 y a principios del siglo XX se reformó su fachada para uso comercial en las dos primeras plantas y se añadió una planta más. El edificio tiene en la actualidad planta baja y tres pisos. Está construido íntegramente en sillería y cuenta con grandes escaparates en las dos plantas inferiores y balcones con ventanas y puertas en las superiores.

## Galería de imágenes

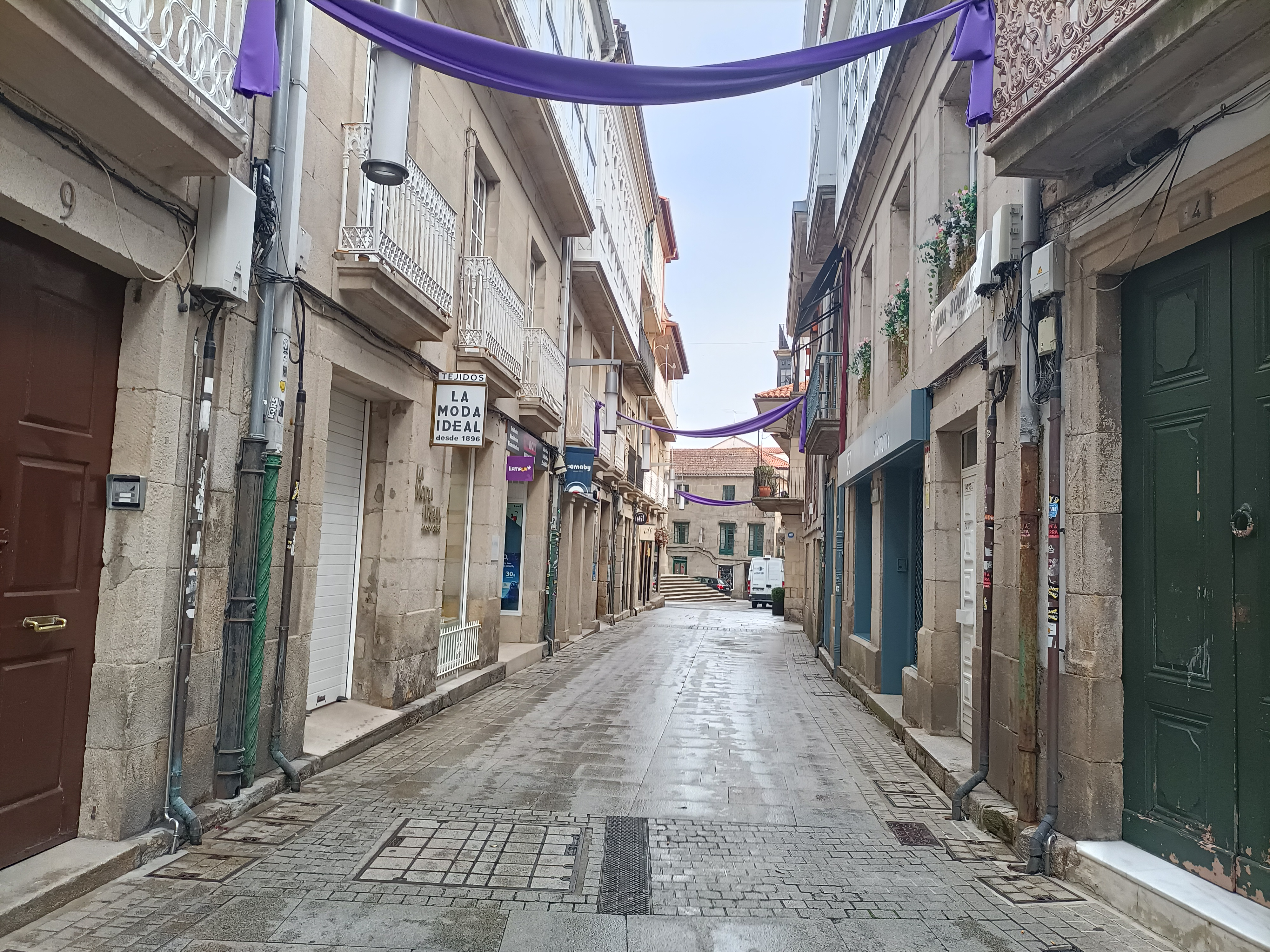
Tramo medio de la calle
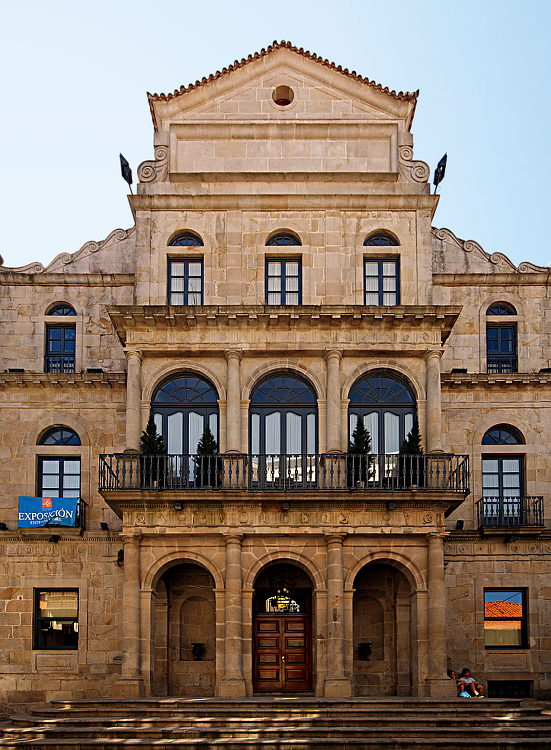
Liceo Casino en el número 21
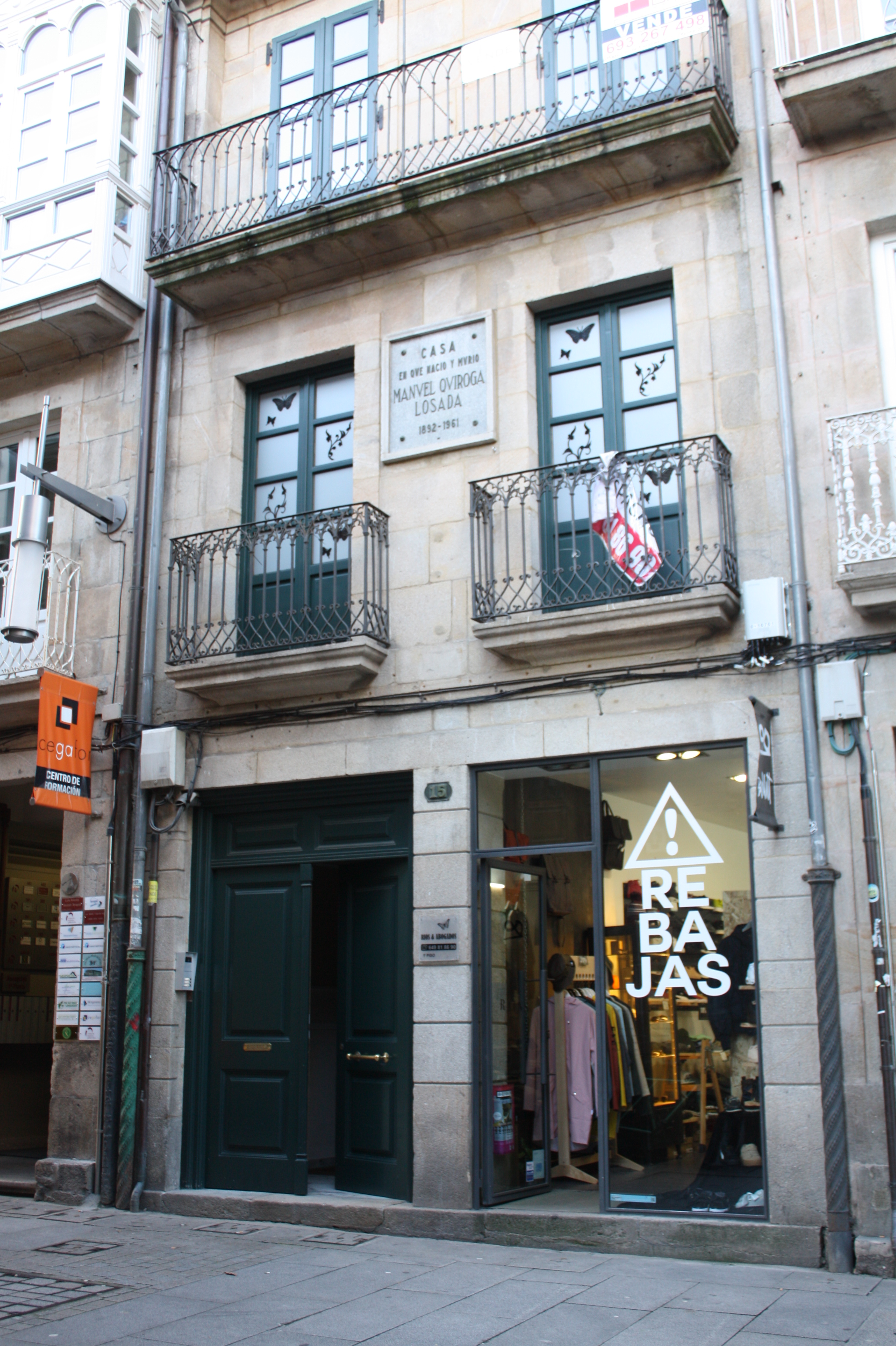
Casa natal de Manuel Quiroga
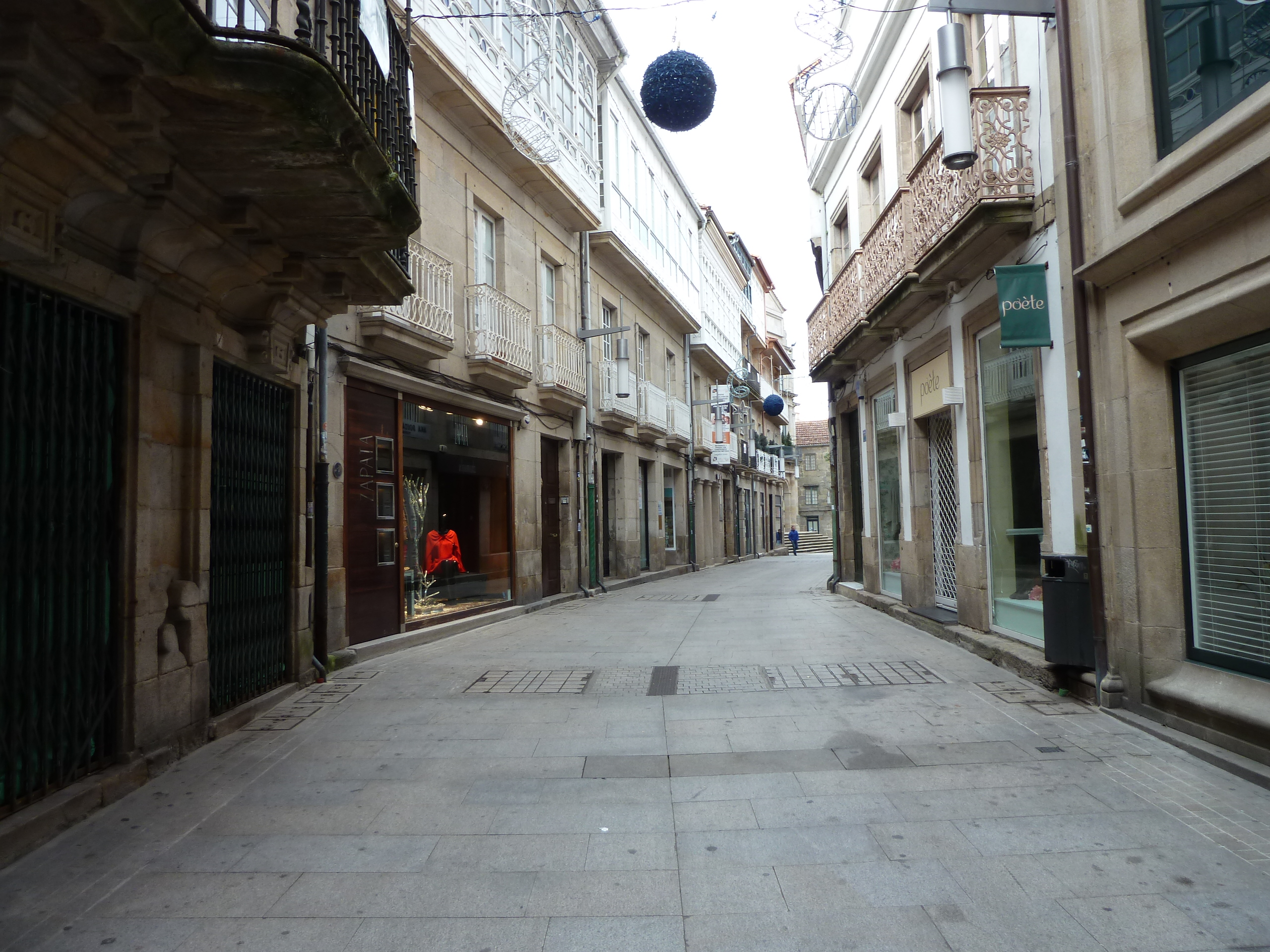
La calle en 2013
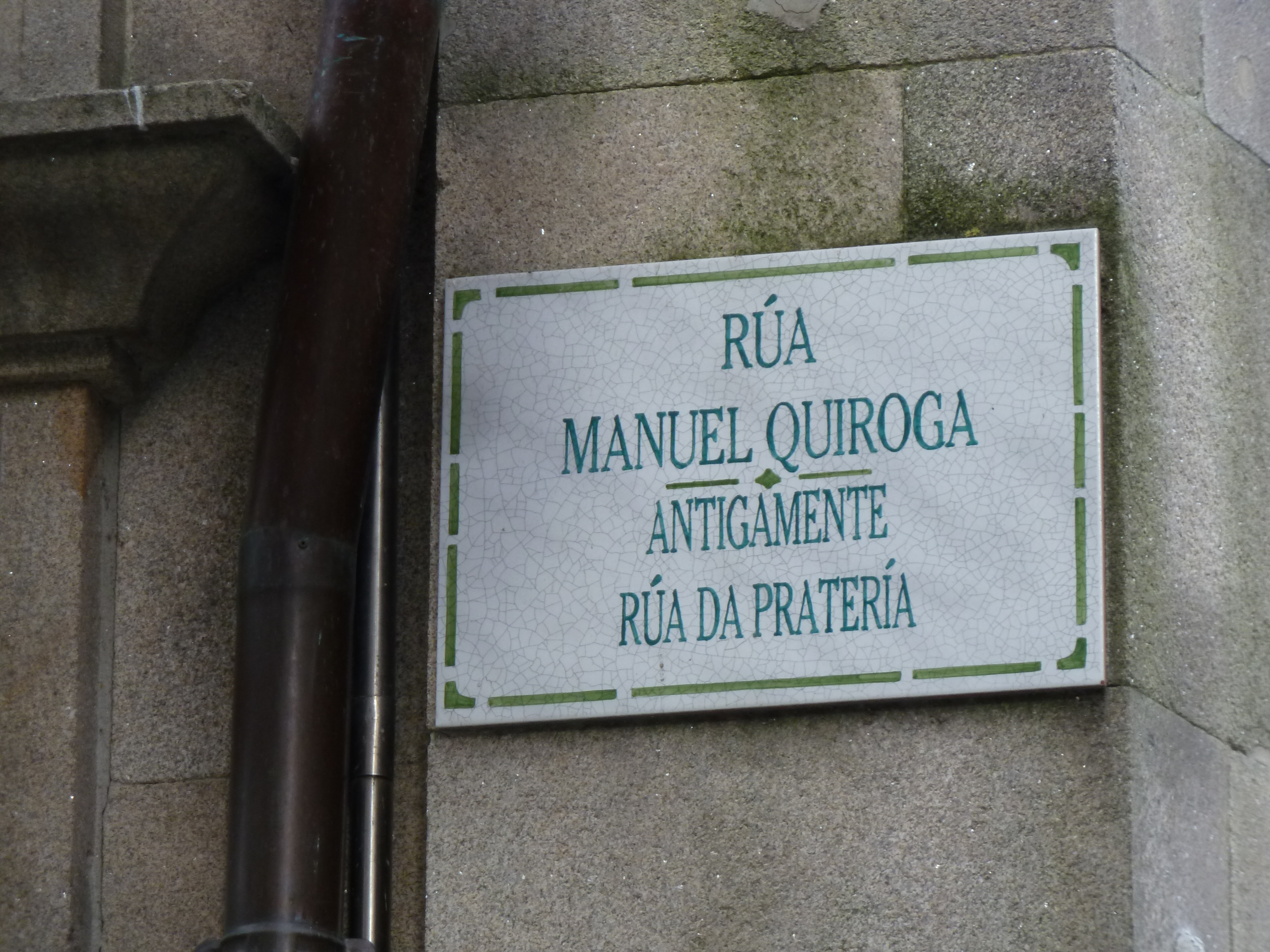
Placa de la calle